# Chicago Rush
Chicago Rush to drużyna halowego futbolu amerykańskiego z siedzibą w mieście Chicago w stanie Illinois. Drużyna została założona w 2001 roku i występuje w zawodowej lidze Arena Football League. Największym osiągnięciem zespołu jest zdobycie mistrzostwa ligi AFL w 2006 roku.